# Nekrolog April 2018
Nekrolog
◄◄
| ◄
| 2014
| 2015
| 2016
| 2017
| 2018 | 2019 | 2020 | 2021 | 2022 | ►
Januar |
Februar |
März |
April |
Mai |
Juni |
Juli |
August |
September |
Oktober |
November |
Dezember 2018
Weitere Ereignisse | Allgemeiner Nekrolog 2018
Die Beschreibung der verstorbenen Person sollte so kurz wie möglich gehalten sein und nur deren signifikante Tätigkeit(en) enthalten.
Neue Namen ggf. auch unter dem Geburts- und Sterbedatum, also etwa unter 1. Januar und im Geburts- und Sterbejahr (2024) eintragen (nur bei entsprechender großer Wichtigkeit). Für Beispiele siehe die schon vorhandenen Artikel.
Außerdem über die fünf zuletzt Verstorbenen, zu denen es einen ausreichend guten Artikel für eine Präsentation auf der Hauptseite gibt, nach der todesbedingten Überarbeitung der Artikel ggf. auch unter Wikipedia Diskussion:Hauptseite informieren und sie am besten auch in den anderen Wikipedia-Sprachversionen eintragen. Tipp: Regelmäßig bei news.google.de nach „ist tot“, „gestorben“ oder „verstorben“ suchen.
Wenn eine Person gestorben ist, gibt es viele Seiten zu dieser Person in der Wikipedia, die davon auch betroffen sind und entsprechend aktualisiert werden müssen. Beispiele: Namenübersichtsseite, Geburtsjahr, Geburtsort-Seiten und viele mehr.
Wie finde ich die betroffenen Seiten?
Im Suchfeld auf der linken Seite gibt man den Suchbegriff so ein: „Vorname Nachname“. Dann klickt man auf Volltext und alle Seiten mit entsprechendem Suchtext werden aufgerufen. Hier sieht man dann schnell, wo auch das Todesjahr Sinn macht oder sogar ein Teil des Artikels angepasst werden muss. Auch hilft das „Werkzeug“ auf der linken Seite sehr gut, um solche Seiten aufzufinden: „Links auf diese Seite“. Somit ist die Wikipedia wieder aktuell in allen Bereichen! Hinweis: bei Eintragung der Kategorie „Gestorben JAHR“ wird der Missbrauchsfilter 49 ausgelöst, was jedoch nicht schlimm ist. Siehe: Spezial:Missbrauchsfilter/49
Dies ist eine Liste von im April 2018 verstorbenen bekannten Persönlichkeiten. Die Einträge erfolgen innerhalb der einzelnen Daten alphabetisch sortiert. Tiere sind im Nekrolog für Tiere zu finden.

## April
Bearbeitungshinweis: Neue Todesfälle bitte nach Tagen geordnet (chronologisch nach oben) eintragen. Die Todesfälle desselben Tages bitte alphabetisch nach unten reihen.
| Tag       | Name                                         | Beruf, bekannt als                                                                                   | Alter | Beleg |
| --------- | -------------------------------------------- | --- | ----- | ----- |
| 30. April | Henri Beyens                                 | belgischer Diplomat                                                                                  | ≈85   |       |
| 30. April | Zbigniew Blechman                            | polnischer General                                                                                   | 88    |       |
| 30. April | Manfredo do Carmo                            | brasilianischer Mathematiker                                                                         | 89    |       |
| 30. April | Rudolf Cohen                                 | deutscher Psychologe                                                                                 | 85    |       |
| 30. April | Karl-Heinz Göller                            | deutscher Politiker                                                                                  | 91    |       |
| 30. April | Idris Hasan Latif                            | indischer Militär und Politiker                                                                      | 94    |       |
| 30. April | Elisa Izaurralde                             | uruguayisch-deutsche Biochemikerin                                                                   | 58    |       |
| 30. April | Anatole Katok                                | US-amerikanischer Mathematiker                                                                       | 73    |       |
| 30. April | Karl B. Kühne                                | deutscher Kapitän, Lotse und Autor                                                                   | 97    |       |
| 30. April | Ruth Merckle                                 | deutsche Unternehmerin                                                                               | 81    |       |
| 30. April | Luigi Orsenigo                               | italienischer Wirtschaftswissenschaftler                                                             | 63    |       |
| 30. April | Bruno Sansoni                                | deutscher Chemiker                                                                                   | 91    |       |
| 30. April | Wolfgang Schilling                           | deutscher Fußballspieler                                                                             | 62    |       |
| 29. April | Ernst-Dieter Beck                            | deutscher Serienmörder                                                                               | 77    |       |
| 29. April | Geneviève Claisse                            | französische Künstlerin                                                                              | 82    |       |
| 29. April | Krista Kostial-Šimonović                     | jugoslawische Medizinerin                                                                            | 94    |       |
| 29. April | Rose Laurens                                 | französische Popsängerin                                                                             | 67    |       |
| 29. April | Alois Leitner                                | österreichischer Politiker                                                                           | 93    |       |
| 29. April | Lil Lonnie                                   | US-amerikanischer Rapper                                                                             | 22    |       |
| 29. April | Harald Ludwig                                | deutscher Offizier                                                                                   | 87    |       |
| 29. April | Robert Mandan                                | US-amerikanischer Schauspieler                                                                       | 86    |       |
| 29. April | Michael Martin                               | britischer Politiker                                                                                 | 72    |       |
| 29. April | Luis García Meza Tejada                      | bolivianischer General und Diktator                                                                  | 88    |       |
| 29. April | Fritz Mierau                                 | deutscher Slawist und Literaturhistoriker                                                            | 83    |       |
| 29. April | Wolfgang Natter                              | deutsch-US-amerikanischer Germanist, Politikwissenschaftler und Geograph                             | 62    |       |
| 29. April | Özden Örnek                                  | türkischer Admiral                                                                                   | 75    |       |
| 29. April | Lester James Peries                          | sri-lankischer Filmemacher                                                                           | 99    |       |
| 29. April | Ulrich Schindewolf                           | deutscher Chemiker                                                                                   | 90    | [ 1 ] |
| 29. April | Clemens Schmeing                             | deutscher Ordensgeistlicher                                                                          | 88    |       |
| 29. April | Bernd Schottdorf                             | deutscher Arzt und Unternehmer                                                                       | 78    |       |
| 29. April | Kurt Staguhn                                 | deutscher Kunstpädagoge                                                                              | 97    |       |
| 29. April | Drago Trumbetaš                              | deutscher Maler, Graphiker und Autor                                                                 | 80    |       |
| 29. April | Demetrio Túpac Yupanqui Martínez             | peruanischer Hochschullehrer und Übersetzer                                                          | 94    |       |
| 28. April | Friedrich Anderhuber                         | österreichischer Anatom                                                                              | 68    |       |
| 28. April | Roberto Angleró                              | puerto-ricanischer Salsakomponist, Sänger und Bandleader                                             | 88    |       |
| 28. April | Gustav Baumgardt                             | deutscher Box-Kampfrichter                                                                           | 82    |       |
| 28. April | James H. Cone                                | US-amerikanischer Theologe                                                                           | 79    |       |
| 28. April | Günter Dollhopf                              | deutscher Maler, Grafiker und Hochschullehrer                                                        | 80    |       |
| 28. April | Jean Gayon                                   | französischer Wissenschaftsphilosoph und -historiker                                                 | 68    |       |
| 28. April | Gottfried Geiler                             | deutscher Mediziner                                                                                  | 90    |       |
| 28. April | Larry Harvey                                 | US-amerikanischer Festivalgründer                                                                    | 70    |       |
| 28. April | Brooks Kerr                                  | US-amerikanischer Pianist                                                                            | 66    |       |
| 28. April | Eric Koch                                    | kanadischer Rundfunkjournalist und Sozialwissenschaftler                                             | 98    |       |
| 28. April | Judith Leiber                                | US-amerikanische Modedesignerin                                                                      | 97    |       |
| 28. April | Ramón López Carrozas                         | spanischer Bischof                                                                                   | 80    |       |
| 28. April | Arthur Paul                                  | US-amerikanischer Grafikdesigner                                                                     | 93    |       |
| 28. April | Montse Pérez                                 | spanische Schauspielerin                                                                             | 61    |       |
| 28. April | Art Shay                                     | US-amerikanischer Fotograf                                                                           | 96    |       |
| 28. April | Elga Sorbas                                  | deutsche Schauspielerin                                                                              | 73    |       |
| 28. April | Hubert Spierling                             | deutscher Glasmaler                                                                                  | 92    |       |
| 28. April | Bruce Tulloh                                 | britischer Leichtathlet                                                                              | 82    |       |
| 27. April | Álvaro Arzú Irigoyen                         | guatemaltekischer Politiker                                                                          | 72    |       |
| 27. April | Earl Balfour                                 | kanadischer Eishockeyspieler                                                                         | 85    |       |
| 27. April | Oliver Gibson                                | britischer Politiker                                                                                 | 83    |       |
| 27. April | Alexander Freitag                            | österreichischer Lehrer, Volksschuldirektor und Politiker (SPÖ), Landtagsabgeordneter der Steiermark | 73    |       |
| 27. April | Ernst Fritz                                  | österreichischer Politiker                                                                           | 72    |       |
| 27. April | Donald Keats                                 | US-amerikanischer Komponist                                                                          | 88    |       |
| 27. April | Dieter Klebelsberg                           | österreichischer Psychologe                                                                          | 89    |       |
| 27. April | Maýa Kulyýewa                                | sowjetische bzw. turkmenische Opernsängerin                                                          | 97    |       |
| 27. April | Gildo Mahones                                | US-amerikanischer Jazzpianist                                                                        | 88    |       |
| 27. April | Werner O. Packull                            | kanadischer Historiker                                                                               | 76    |       |
| 27. April | Monika Paetow                                | deutsche Redakteurin                                                                                 | 73    |       |
| 27. April | Jan Thesing                                  | deutscher Chemiker und Manager                                                                       | 93    |       |
| 27. April | Paul Junger Witt                             | US-amerikanischer Filmproduzent                                                                      | 77    |       |
| 26. April | Bodo Buschmann                               | deutscher Unternehmer                                                                                | 62    |       |
| 26. April | Ludwig Deiters                               | deutscher Architekt und Denkmalpfleger                                                               | 96    |       |
| 26. April | Johanna Fürstauer                            | österreichische Schriftstellerin                                                                     | 87    |       |
| 26. April | Philip H. Hoff                               | US-amerikanischer Politiker                                                                          | 93    |       |
| 26. April | Yoshinobu Ishii                              | japanischer Fußballspieler und -trainer                                                              | 79    |       |
| 26. April | Gerd-Helmut Komossa                          | deutscher General                                                                                    | 93    |       |
| 26. April | Pietro Marzotto                              | italienischer Unternehmer                                                                            | 80    |       |
| 26. April | Charles Neville                              | US-amerikanischer Saxophonist                                                                        | 79    |       |
| 26. April | Sverker Oredsson                             | schwedischer Historiker                                                                              | 80    |       |
| 26. April | Elvira Orphée                                | argentinische Schriftstellerin                                                                       | 87    |       |
| 26. April | Gianfranco Parolini                          | italienischer Filmregisseur                                                                          | 93    |       |
| 26. April | Pierre Plateau                               | französischer Erzbischof                                                                             | 94    |       |
| 26. April | Adalberto Rabeiro García                     | kubanischer General                                                                                  | 73    |       |
| 26. April | Hans Schleier                                | deutscher Historiker                                                                                 | 87    |       |
| 26. April | Werner Schreiner                             | deutscher Fußballspieler                                                                             | 57    |       |
| 26. April | Wolfgang Zacharias                           | deutscher Kulturpolitiker und -pädagoge                                                              | 76    |       |
| 26. April | Wolfgang Zapf                                | deutscher Soziologe                                                                                  | 81    |       |
| 26. April | Hans Zausinger                               | deutscher Unternehmer                                                                                | 82    |       |
| 25. April | Adebayo Adedeji                              | nigerianischer Politiker und UN-Funktionär                                                           | 87    |       |
| 25. April | Laura Aguilar                                | US-amerikanische Fotojournalistin                                                                    | 58    |       |
| 25. April | Michael Anderson                             | britischer Filmregisseur                                                                             | 98    |       |
| 25. April | Abbas Attar                                  | iranisch-französischer Fotojournalist                                                                | 74    |       |
| 25. April | Holger Biege                                 | deutscher Komponist und Sänger                                                                       | 65    |       |
| 25. April | Bill Brown                                   | US-amerikanischer Leichtathlet                                                                       | 92    |       |
| 25. April | Paul N. Carlin                               | US-amerikanischer Regierungsbeamter und Geschäftsmann                                                | 86    |       |
| 25. April | Johnny Danger                                | neuseeländischer Entertainer, Filmemacher und Stuntman                                               | 28    |       |
| 25. April | Hans Dresig                                  | deutscher Ingenieurwissenschaftler                                                                   | 81    |       |
| 25. April | Habib Faye                                   | senegalesischer Multiinstrumentalist, Komponist und Musikproduzent                                   | 52    |       |
| 25. April | Bjørn Hansen                                 | norwegischer Fußballspieler und -trainer                                                             | 79    |       |
| 25. April | Kato Khandwala                               | US-amerikanischer Musikproduzent, Komponist und Tontechniker                                         | 47    |       |
| 25. April | Jean-François Klein                          | Schweizer Bauingenieur                                                                               | 57    |       |
| 25. April | Hans-Reinhard Koch                           | deutscher Weihbischof                                                                                | 88    |       |
| 25. April | Manuela Kühhas                               | österreichische Judoka                                                                               | 54    |       |
| 25. April | Steven Marcus                                | US-amerikanischer Literaturwissenschaftler                                                           | 89    |       |
| 25. April | Donald W. Seldin                             | US-amerikanischer Mediziner                                                                          | 97    |       |
| 25. April | Axel Th. Simon                               | deutscher Unternehmer                                                                                | 74    |       |
| 24. April | Djéliba Badjé                                | nigrischer Erzähler                                                                                  | 77    |       |
| 24. April | Maria Csollány                               | niederländische Übersetzerin                                                                         | 86    |       |
| 24. April | Victor Garaygordóbil Berrizbeitia            | spanischer Bischof                                                                                   | 102   |       |
| 24. April | Scott Hill                                   | US-amerikanischer Jazzposaunist                                                                      | 70    |       |
| 24. April | Sepp Hürten                                  | deutscher Bildhauer                                                                                  | 89    |       |
| 24. April | Klaus Heinrich Keller                        | deutscher Maler                                                                                      | 79    |       |
| 24. April | Karl Heinz Lemmrich                          | deutscher Politiker                                                                                  | 91    |       |
| 24. April | Ilja Matouš                                  | tschechoslowakischer Skilangläufer                                                                   | 87    |       |
| 24. April | Henri Michel                                 | französischer Fußballspieler und -trainer                                                            | 70    |       |
| 24. April | Miron Mislin                                 | deutscher Architekt und Bauhistoriker                                                                | 80    |       |
| 24. April | Dōji Morita                                  | japanische Musikerin                                                                                 | 66    |       |
| 24. April | Emma Smith                                   | britische Schriftstellerin                                                                           | 94    |       |
| 24. April | Andres Taul                                  | estnischer Bischof                                                                                   | 81    |       |
| 24. April | Susan L. Williams                            | US-amerikanische Meeresbiologin                                                                      | 66    |       |
| 23. April | Liri Belishova                               | albanische Politikerin                                                                               | 94    |       |
| 23. April | Herbert Denicolò                             | italienischer Politiker                                                                              | 72    |       |
| 23. April | Hermann Doose                                | deutscher Mediziner                                                                                  | 90    |       |
| 23. April | Bob Dorough                                  | US-amerikanischer Musiker und Komponist                                                              | 94    |       |
| 23. April | Renzo „Teflón“ Guridi                        | uruguayischer Rocksänger und -bassist                                                                | 55    |       |
| 23. April | Jerrold Meinwald                             | US-amerikanischer Chemiker                                                                           | 91    |       |
| 23. April | Donald O’Brien                               | irisch-französischer Schauspieler                                                                    | 87    |       |
| 23. April | Alice Provensen                              | US-amerikanische Kinderbuchautorin und Illustratorin                                                 | 99    |       |
| 23. April | Wilhelm Riebniger                            | deutscher Politiker                                                                                  | 75    |       |
| 23. April | Herman Rubin                                 | US-amerikanischer Mathematiker und Statistiker                                                       | 91    |       |
| 23. April | Arthur B. Rubinstein                         | US-amerikanischer Komponist                                                                          | 80    |       |
| 23. April | Art Simmons                                  | US-amerikanischer Jazzpianist                                                                        | 92    |       |
| 23. April | Arthur Solmssen                              | US-amerikanischer Jurist und Schriftsteller                                                          | 89    |       |
| 23. April | Hermann Stegemann                            | deutscher Biochemiker                                                                                | 94    |       |
| 23. April | Vladimír Weiss                               | tschechoslowakischer Fußballspieler und -trainer                                                     | 78    |       |
| 22. April | Thorsten Andersson                           | schwedischer Mediävist und Namenforscher                                                             | 89    |       |
| 22. April | Keith Ashfield                               | kanadischer Politiker                                                                                | 66    |       |
| 22. April | Demeter Bitenc                               | slowenischer Schauspieler                                                                            | 95    |       |
| 22. April | Nino Churzidse                               | georgische Schachspielerin                                                                           | 42    |       |
| 22. April | Peter Dellemann                              | deutscher Architekt und Stadtplaner                                                                  | 80    |       |
| 22. April | Hans Jürgen Drumm                            | deutscher Wirtschaftswissenschaftler                                                                 | 80    |       |
| 22. April | Elfie Dugal                                  | deutsche Schauspielerin                                                                              | 98    |       |
| 22. April | Per K. Enge                                  | norwegisch-US-amerikanischer Ingenieurwissenschaftler                                                | 64    |       |
| 22. April | Eugeni Forcano                               | spanischer Fotograf                                                                                  | 92    |       |
| 22. April | Jochen Heinrichs                             | deutscher Botaniker                                                                                  | 49    |       |
| 22. April | Charlie Rice                                 | US-amerikanischer Jazzmusiker                                                                        | 98    |       |
| 22. April | Wilfried Schaelicke                          | deutscher Schauspieler, Synchron- und Hörspielsprecher                                               | 81    |       |
| 22. April | Hoyt Patrick Taylor junior                   | US-amerikanischer Politiker                                                                          | 94    |       |
| 21. April | Nina Doroschina                              | sowjetische bzw. russische Schauspielerin und Hochschullehrerin                                      | 83    |       |
| 21. April | Robert W. Kates                              | US-amerikanischer Geograph und Umweltwissenschaftler                                                 | 89    |       |
| 21. April | Genia Lapuhs                                 | deutsche Schauspielerin und Hörspielsprecherin                                                       | 89    |       |
| 21. April | Guggi Löwinger                               | österreichische Sängerin, Schauspielerin und Tänzerin                                                | 79    |       |
| 21. April | Nelson Pereira dos Santos                    | brasilianischer Regisseur und Drehbuchautor                                                          | 89    |       |
| 21. April | Tajima Nabi                                  | japanische Altersrekordlerin                                                                         | 117   |       |
| 21. April | Alfred Schickentanz                          | deutscher Pädagoge                                                                                   | 81    |       |
| 21. April | Huguette Tourangeau                          | kanadische Opernsängerin                                                                             | 79    |       |
| 21. April | Verne Troyer                                 | US-amerikanischer Schauspieler                                                                       | 49    |       |
| 20. April | Horst Arloth                                 | deutscher Drucker                                                                                    | 92    |       |
| 20. April | Avicii                                       | schwedischer DJ                                                                                      | 28    |       |
| 20. April | Roy Bentley                                  | englischer Fußballspieler                                                                            | 93    |       |
| 20. April | Gerd Eggers                                  | deutscher Schriftsteller und Liedermacher                                                            | 73    |       |
| 20. April | Pedro Erquicia                               | spanischer Journalist                                                                                | 75    |       |
| 20. April | Klaus-Peter Fähnrich                         | deutscher Informatiker                                                                               | 66    |       |
| 20. April | Anne Gibson, Baroness Gibson of Market Rasen | britische Gewerkschafterin und Autorin                                                               | 77    |       |
| 20. April | Dieter Herrmann                              | deutscher Politiker                                                                                  | 80    |       |
| 20. April | Dick Hughes                                  | australischer Jazzpianist, Journalist und Rundfunkmoderator                                          | 86    |       |
| 20. April | Christoph Knorr                              | deutscher Agrarwissenschaftler                                                                       | 52    |       |
| 20. April | Al Swift                                     | US-amerikanischer Politiker                                                                          | 82    |       |
| 20. April | Paul Togawa                                  | US-amerikanischer Jazzmusiker                                                                        | 85    |       |
| 20. April | Leon Trilling                                | US-amerikanischer Luftfahrtingenieur                                                                 | 93    |       |
| 20. April | Stefan F. Winter                             | deutscher Mediziner                                                                                  | 57    |       |
| 20. April | Charles Zwick                                | US-amerikanischer Politiker und Manager                                                              | 91    |       |
| 19. April | Saleh al-Sammad                              | jemenitischer Anführer der Huthi-Rebellen                                                            | 49    |       |
| 19. April | Allan M. Campbell                            | US-amerikanischer Mikrobiologe und Genetiker                                                         | 88    |       |
| 19. April | Bernd Fischer                                | deutscher Geheimdienstler und Autor                                                                  | 77    |       |
| 19. April | Zacharias Cenita Jimenez                     | philippinischer Bischof                                                                              | 70    |       |
| 19. April | Wladimir Ljachow                             | sowjetischer Kosmonaut                                                                               | 76    |       |
| 19. April | Pepe Mediavilla                              | spanischer Schauspieler und Synchronsprecher                                                         | 77    |       |
| 19. April | Klaus Michael Meyer-Abich                    | deutscher Naturphilosoph                                                                             | 82    |       |
| 19. April | Walter Moody                                 | US-amerikanischer Attentäter                                                                         | 83    |       |
| 19. April | Herbert Pilch                                | deutscher Anglist, Keltologe und Politiker                                                           | 91    |       |
| 19. April | Gil Santos                                   | US-amerikanischer Hörfunkmoderator                                                                   | 80    |       |
| 19. April | Agnes-Marie Valois                           | französische Ordensschwester                                                                         | 103   |       |
| 19. April | Abraham Viruthakulangara                     | indischer Erzbischof                                                                                 | 74    |       |
| 18. April | Karl W. Böer                                 | deutsch-US-amerikanischer Physiker                                                                   | 92    |       |
| 18. April | René Coste                                   | französischer Theologe                                                                               | 95    |       |
| 18. April | Jean Flori                                   | französischer Historiker                                                                             | 82    |       |
| 18. April | Grigori Gamarnik                             | sowjetischer Ringer                                                                                  | 88    |       |
| 18. April | Dietrich Garstka                             | deutscher Autor                                                                                      | ≈79   |       |
| 18. April | Jeroen Goeleven                              | belgischer Radrennfahrer                                                                             | 25    |       |
| 18. April | Cornelius Jakobs                             | estnischer russisch-orthodoxer Metropolit                                                            | 93    |       |
| 18. April | Fritz Köll                                   | deutscher Blasmusiker und Komponist                                                                  | 90    |       |
| 18. April | Ralph Martin                                 | US-amerikanischer Jazzpianist                                                                        | 91    |       |
| 18. April | Donat Pharand                                | kanadischer Rechtswissenschaftler                                                                    | 95    |       |
| 18. April | Andy Rihs                                    | Schweizer Unternehmer                                                                                | 75    |       |
| 18. April | Howard M. Sachar                             | US-amerikanischer Historiker                                                                         | 90    |       |
| 18. April | Bruno Sammartino                             | italienischer Wrestler                                                                               | 82    |       |
| 18. April | Willibald Sauerländer                        | deutscher Kunsthistoriker                                                                            | 94    |       |
| 18. April | Henk Schouten                                | niederländischer Fußballspieler                                                                      | 86    |       |
| 18. April | Wolfgang Spanier                             | deutscher Politiker                                                                                  | 75    |       |
| 18. April | Max Weinberg                                 | deutscher Künstler                                                                                   | 90    |       |
| 18. April | Dale Winton                                  | britischer Radio- und Fernsehmoderator                                                               | 62    |       |
| 17. April | Rosemary Bamforth                            | britische Pathologin                                                                                 | 93    |       |
| 17. April | Barbara Bush                                 | US-amerikanische Präsidentengattin                                                                   | 92    |       |
| 17. April | David Edward Foley                           | US-amerikanischer Bischof                                                                            | 88    |       |
| 17. April | Ruth Geede                                   | deutsche Schriftstellerin und Journalistin                                                           | 102   |       |
| 17. April | Lothar Götz                                  | deutscher Architekt                                                                                  | 92    |       |
| 17. April | Peter Guidi                                  | britisch-italienischer Jazzmusiker                                                                   | 68    |       |
| 17. April | Dieter Lattmann                              | deutscher Schriftsteller und Politiker                                                               | 92    |       |
| 17. April | Tom McBride                                  | irischer Musiker                                                                                     | 81    |       |
| 17. April | Sylvia Moosmüller                            | österreichische Phonetikerin und Linguistin                                                          | ≈63   |       |
| 17. April | Philibert Randriambololona                   | madagassischer Erzbischof                                                                            | 90    |       |
| 17. April | Karl Rawer                                   | deutscher Physiker                                                                                   | 104   |       |
| 17. April | Hans-Dieter Scherthan                        | deutscher Politiker                                                                                  | 74    |       |
| 17. April | Randy Scruggs                                | US-amerikanischer Musiker, Produzent und Songschreiber                                               | 64    |       |
| 17. April | Peter Steppuhn                               | deutscher Archäologe                                                                                 | 62    |       |
| 17. April | Dietmar Wittich                              | deutscher Sozialwissenschaftler                                                                      | ≈75   |       |
| 16. April | Harry Anderson                               | US-amerikanischer Schauspieler                                                                       | 65    |       |
| 16. April | Gustav Victor Rudolf Born                    | deutsch-britischer Pharmakologe                                                                      | 96    |       |
| 16. April | Choi Eun-hee                                 | südkoreanische Schauspielerin                                                                        | 91    |       |
| 16. April | Florea Dumitrescu                            | rumänischer Politiker                                                                                | 91    |       |
| 16. April | Roger Elliott                                | britischer Physiker                                                                                  | 89    |       |
| 16. April | Pamela Gidley                                | US-amerikanische Schauspielerin                                                                      | 52    |       |
| 16. April | Günter Högner                                | österreichischer Musiker                                                                             | 74    |       |
| 16. April | Dona Ivone Lara                              | brasilianische Sängerin und Komponistin                                                              | 96    |       |
| 16. April | Lu Chuanzan                                  | chinesischer Politiker                                                                               | 85    |       |
| 16. April | Ivan Mauger                                  | neuseeländischer Speedwayfahrer                                                                      | 78    |       |
| 16. April | Matthew Mellon                               | US-amerikanischer Unternehmer                                                                        | 54    |       |
| 16. April | Katharina Reiß                               | deutsche Übersetzerin und Übersetzungswissenschaftlerin                                              | 94    |       |
| 16. April | Richard Rothstein                            | US-amerikanischer Drehbuchautor                                                                      | 75    |       |
| 16. April | Paul Singer                                  | brasilianischer Soziologe und Ökonom                                                                 | 86    |       |
| 16. April | Mečislovas Vaičys                            | litauischer Forstwissenschaftler                                                                     | 89    |       |
| 15. April | Willibald Bezler                             | deutscher Komponist und Kirchenmusiker                                                               | 75    |       |
| 15. April | Maxim Borodin                                | russischer Investigativ-Journalist                                                                   | 32    |       |
| 15. April | Philip D’Antoni                              | US-amerikanischer Film- und Fernsehproduzent                                                         | 89    |       |
| 15. April | R. Lee Ermey                                 | US-amerikanischer Schauspieler                                                                       | 74    |       |
| 15. April | Michael Halliday                             | britischer Sprachwissenschaftler                                                                     | 93    |       |
| 15. April | Beatrix Hamburg                              | US-amerikanische Psychiaterin                                                                        | 94    |       |
| 15. April | Luise Hercus                                 | australische Linguistin                                                                              | 92    |       |
| 15. April | Hildegard Höftmann                           | deutsche Afrikanistin und Linguistin                                                                 | 90    |       |
| 15. April | Helmut Lölhöffel                             | deutscher Journalist                                                                                 | 74    |       |
| 15. April | Boki Milošević                               | jugoslawischer Klarinettist                                                                          | 86    |       |
| 15. April | Endel Nirk                                   | estnischer Literaturwissenschaftler                                                                  | 92    |       |
| 15. April | George Oster                                 | US-amerikanischer Biophysiker                                                                        | 77    |       |
| 15. April | Neena Schwartz                               | US-amerikanische Physiologin und Endokrinologin                                                      | 91    |       |
| 15. April | Vittorio Taviani                             | italienischer Filmregisseur                                                                          | 88    |       |
| 15. April | Lysanne Thibodeau                            | kanadische Filmregisseurin und Musikerin                                                             | 58    |       |
| 15. April | Raquel Trindade de Souza                     | brasilianische Künstlerin, Schriftstellerin und Aktivistin                                           | 81    |       |
| 15. April | Stefano Zappalà                              | italienischer Politiker                                                                              | 77    |       |
| 15. April | Dieter Zeh                                   | deutscher Physiker                                                                                   | 85    |       |
| 14. April | Pavlina Apostolova                           | jugoslawische Opernsängerin                                                                          | 90    |       |
| 14. April | Hadassa Ben-Itto                             | israelische Juristin                                                                                 | 91    |       |
| 14. April | Isabella Biagini                             | italienische Schauspielerin                                                                          | 74    |       |
| 14. April | Colin Bland                                  | simbabwischer Cricketspieler                                                                         | 80    |       |
| 14. April | Rinaldo Fidel Brédice                        | argentinischer Bischof                                                                               | 85    |       |
| 14. April | David Buckel                                 | US-amerikanischer Rechtsanwalt und Umweltaktivist                                                    | 60    |       |
| 14. April | Daedra Charles-Furlow                        | US-amerikanische Basketballspielerin                                                                 | 49    |       |
| 14. April | Josef Fučík                                  | tschechischer Offizier und Historiker                                                                | ≈84   |       |
| 14. April | Hal Greer                                    | US-amerikanischer Basketballspieler                                                                  | 81    |       |
| 14. April | Joachim Hadaschik                            | deutscher Filmregisseur                                                                              | 84    |       |
| 14. April | Arthur Handtmann                             | deutscher Ingenieur und Unternehmer                                                                  | 91    |       |
| 14. April | Armando Lenin Salgado                        | mexikanischer Fotograf und Journalist                                                                | 79    |       |
| 14. April | Jean-Claude Malgoire                         | französischer Oboist und Dirigent                                                                    | 77    |       |
| 14. April | Jon Michelet                                 | norwegischer Schriftsteller und Journalist                                                           | 73    |       |
| 14. April | Roger G. Newton                              | US-amerikanischer Physiker                                                                           | 93    |       |
| 14. April | Modesto Pastor Cueva                         | peruanischer Gitarrist                                                                               | 87    |       |
| 14. April | Stan Reynolds                                | britischer Jazzmusiker                                                                               | 92    |       |
| 14. April | Thomas Rogalla                               | deutscher Journalist                                                                                 | 65    |       |
| 14. April | Kirk Simon                                   | US-amerikanischer Filmregisseur, Produzent und Autor                                                 | 63    |       |
| 14. April | Milan Škampa                                 | tschechischer Bratschist                                                                             | 89    |       |
| 14. April | Frank Varga                                  | ungarisch-US-amerikanischer Bildhauer                                                                | 74    |       |
| 13. April | Zvi Alderoti                                 | israelischer Politiker                                                                               | 83    |       |
| 13. April | Art Bell                                     | US-amerikanischer Autor und Radiomoderator                                                           | 72    |       |
| 13. April | Rolf Budde                                   | deutscher Musikverleger                                                                              | 61    |       |
| 13. April | Zbigniew Bujarski                            | polnischer Komponist                                                                                 | 84    |       |
| 13. April | Robert Doll                                  | deutscher Physiker                                                                                   | 95    |       |
| 13. April | Heinrich Ferenczy                            | österreichischer Benediktinerabt                                                                     | 79    |       |
| 13. April | Walter Fink                                  | deutscher Mäzen                                                                                      | 87    |       |
| 13. April | Miloš Forman                                 | tschechoslowakisch-US-amerikanischer Filmregisseur                                                   | 86    |       |
| 13. April | Áron Varga von Kibéd                         | ungarischer Philologe                                                                                | 88    |       |
| 13. April | Franz Möller                                 | deutscher Politiker                                                                                  | 87    |       |
| 13. April | Thomas Petruo                                | deutscher Schauspieler und Synchronsprecher                                                          | 61    |       |
| 13. April | Urs Scheidegger                              | Schweizer Politiker                                                                                  | 74    |       |
| 13. April | Richard Straube                              | deutscher Seelsorger und Autor                                                                       | 90    |       |
| 13. April | Wilhelm Weidinger                            | deutscher Verwaltungsjurist                                                                          | 78    |       |
| 12. April | Gyula Babos                                  | ungarischer Jazz-Gitarrist                                                                           | 68    |       |
| 12. April | Heinrich Brändli                             | Schweizer Ingenieur                                                                                  | 79    |       |
| 12. April | Giuliano Cenci                               | italienischer Trickfilmzeichner                                                                      | 86    |       |
| 12. April | Deborah Coleman                              | US-amerikanische Bluesgitarristin und Sängerin                                                       | 61    |       |
| 12. April | Reinhard Düchting                            | deutscher Philologe                                                                                  | 82    |       |
| 12. April | Georgios Fatouros                            | griechischer Byzantinist                                                                             | 91    |       |
| 12. April | Irwin Gage                                   | US-amerikanischer Pianist und Liedbegleiter                                                          | 78    |       |
| 12. April | Alfred Grazioli                              | Schweizer Architekt und Hochschullehrer                                                              | 78    |       |
| 12. April | Ivar Hasenfuß                                | deutscher Zoologe                                                                                    | 85    |       |
| 12. April | Michael H. Hunt                              | US-amerikanischer Historiker                                                                         | 75    |       |
| 12. April | Juozas Karvelis                              | litauischer Politiker                                                                                | 83    |       |
| 12. April | John Melcher                                 | US-amerikanischer Politiker                                                                          | 93    |       |
| 12. April | Hans-Joachim Opitz                           | deutscher Politiker                                                                                  | 97    |       |
| 12. April | Winfried Pielow                              | deutscher Literaturwissenschaftler, Schriftsteller und Hörspielautor                                 | 93    |       |
| 12. April | Sergio Pitol                                 | mexikanischer Literaturwissenschaftler, Diplomat und Schriftsteller                                  | 85    |       |
| 12. April | Daphne Sheldrick                             | kenianische Tierschützerin                                                                           | 83    |       |
| 12. April | Harald Straube                               | österreichischer Physiker und Werkstoffwissenschaftler                                               | 92    |       |
| 12. April | Irene Würdinger                              | deutsche Biologin                                                                                    | 82    |       |
| 11. April | Gillian Ayres                                | britische Malerin                                                                                    | 88    |       |
| 11. April | Karen Dawisha                                | US-amerikanische Politikwissenschaftlerin und Autorin                                                | 68    |       |
| 11. April | Leonie Janssen-Jansen                        | niederländische Stadt- und Raumplanerin                                                              | 42    |       |
| 11. April | Peter Eduard Mayer                           | deutscher Bauingenieur                                                                               | 72    |       |
| 11. April | Phillip Pipersburg                           | belizischer Sprinter                                                                                 | 62    |       |
| 11. April | Michael E. Schlesinger                       | US-amerikanischer Meteorologe                                                                        | 75    |       |
| 11. April | Jean-Claude Servan-Schreiber                 | französischer Politiker                                                                              | 100   |       |
| 11. April | Zola Skweyiya                                | südafrikanischer Politiker                                                                           | 74    |       |
| 10. April | Jose R. Carreño Pérez                        | kubanischer Journalist und politischer Häftling                                                      | 88    |       |
| 10. April | F’murr                                       | französischer Comicautor und -zeichner                                                               | 72    |       |
| 10. April | Erhard Forndran                              | deutscher Politikwissenschaftler                                                                     | 80    |       |
| 10. April | Russell Hessey                               | Spezialeffektkünstler und Spezialeffektkoordinator                                                   |       |       |
| 10. April | Heiner Hofsommer                             | deutscher Politiker                                                                                  | 72    |       |
| 10. April | J. D. McClatchy                              | US-amerikanischer Schriftsteller und Hochschullehrer                                                 | 72    |       |
| 10. April | Fergus McCormick                             | neuseeländischer Rugbyspieler                                                                        | 78    |       |
| 10. April | Richard F. Muth                              | US-amerikanischer Wirtschaftswissenschaftler                                                         | 90    |       |
| 10. April | Yvonne Staples                               | US-amerikanische Gospelsängerin                                                                      | 80    |       |
| 10. April | Sauro Tomà                                   | italienischer Fußballspieler                                                                         | 92    |       |
| 10. April | Jelena Žigon                                 | jugoslawische Schauspielerin                                                                         | 84    |       |
| 9. April  | Otto Braun-Falco                             | deutscher Dermatologe                                                                                | 95    |       |
| 9. April  | Richard Daners                               | Schweizer Uhrmacher                                                                                  | 87    |       |
| 9. April  | Christa Gottschalk                           | deutsche Schauspielerin                                                                              | 90    |       |
| 9. April  | Nira Guerreira                               | brasilianische Sängerin                                                                              | 56    |       |
| 9. April  | Jürgen Hermann                               | deutscher Musiker                                                                                    | 90    |       |
| 9. April  | Jonathan Hess                                | US-amerikanischer Germanist und Judaist                                                              | 52    |       |
| 9. April  | Edelgard Huber-von Gersdorff                 | deutsche Altersrekordlerin                                                                           | 112   |       |
| 9. April  | Evelyne Kolnberger                           | deutsche Schriftstellerin und Übersetzerin                                                           | 76    |       |
| 9. April  | Dewey Martin                                 | US-amerikanischer Schauspieler                                                                       | 94    |       |
| 9. April  | Timmy Matley                                 | britischer Musiker                                                                                   | 36    |       |
| 9. April  | Dschigdschidiin Mönchbat                     | mongolischer Ringer                                                                                  | 76    |       |
| 9. April  | Werner Rietdorf                              | deutscher Architekt und Stadtplaner                                                                  | 79    |       |
| 9. April  | Heinrich Schubert                            | deutscher Ingenieur                                                                                  | 92    |       |
| 9. April  | Felipe Tejeda García                         | mexikanischer Bischof                                                                                | 83    |       |
| 8. April  | Leila Abaschidse                             | georgische bzw. sowjetische Schauspielerin und Filmproduzentin                                       | 88    |       |
| 8. April  | António Barros                               | portugiesischer Fußballspieler                                                                       | 68    |       |
| 8. April  | Nathan Davis                                 | US-amerikanischer Jazzmusiker                                                                        | 81    |       |
| 8. April  | Albrecht Fölsing                             | deutscher Physiker und Wissenschaftsjournalist                                                       | ≈78   |       |
| 8. April  | Michael Goolaerts                            | belgischer Radrennfahrer                                                                             | 23    |       |
| 8. April  | Juraj Herz                                   | tschechischer Filmregisseur                                                                          | 83    |       |
| 8. April  | Efraín Jara Idrovo                           | ecuadorianischer Dichter und Schriftsteller                                                          | 92    |       |
| 8. April  | André Lerond                                 | französischer Fußballspieler                                                                         | 87    |       |
| 8. April  | Chuck McCann                                 | US-amerikanischer Komödiant                                                                          | 83    |       |
| 8. April  | John Miles                                   | britischer Automobilrennfahrer                                                                       | 74    |       |
| 8. April  | Vangelis Pavlidis                            | griechischer Karikaturist                                                                            | 74    |       |
| 8. April  | Harald Prickler                              | österreichischer Historiker                                                                          | 83    |       |
| 8. April  | Oscar Saavedra                               | bolivianischer Physiker                                                                              | 77    |       |
| 8. April  | Kurt Scheibner                               | deutscher Leichtathletiktrainer                                                                      | 92    |       |
| 8. April  | Josef Schmid                                 | österreichischer Soziologe                                                                           | 80    |       |
| 8. April  | Hermann Schnipkoweit                         | deutscher Politiker                                                                                  | 89    |       |
| 8. April  | R. Stephen White                             | US-amerikanischer Physiker                                                                           | 97    |       |
| 7. April  | Munin Barua                                  | indischer Filmregisseur                                                                              | 71    |       |
| 7. April  | Petr Černý                                   | tschechoslowakisch-kanadischer Mineraloge                                                            | 84    |       |
| 7. April  | Paul Goetsch                                 | deutscher Anglist und Amerikanist                                                                    | 84    |       |
| 7. April  | Peter Grünberg                               | deutscher Physiker                                                                                   | 78    |       |
| 7. April  | Gerd Honsik                                  | österreichischer Autor und Holocaustleugner                                                          | 76    |       |
| 7. April  | Karl Kolbinger                               | deutscher Fagottist                                                                                  | 96    |       |
| 7. April  | Adolf Moxter                                 | deutscher Wirtschaftswissenschaftler                                                                 | 88    |       |
| 7. April  | Ángel Peralta                                | spanischer Stierkämpfer                                                                              | 93    |       |
| 7. April  | Helma Schimke                                | österreichische Bergsteigerin                                                                        | 92    |       |
| 7. April  | Alfred Thomalla                              | deutscher Szenenbildner                                                                              | 83    |       |
| 6. April  | Daniel Akaka                                 | US-amerikanischer Politiker                                                                          | 93    |       |
| 6. April  | Franck Bauer                                 | französischer Radiomoderator                                                                         | 99    |       |
| 6. April  | Daniel Chavarría                             | uruguayischer Schriftsteller                                                                         | 85    |       |
| 6. April  | Jacques Higelin                              | französischer Sänger und Schauspieler                                                                | 77    |       |
| 6. April  | Heiner Ganßmann                              | deutscher Soziologe                                                                                  | 73    |       |
| 6. April  | Aljaksandr Kurlowitsch                       | sowjetischer bzw. belarussischer Gewichtheber                                                        | 56    |       |
| 6. April  | Donald McKayle                               | US-amerikanischer Choreograf                                                                         | 87    |       |
| 6. April  | Cornelius Noack                              | deutscher Physiker                                                                                   | 82    |       |
| 6. April  | Pavol Paška                                  | slowakischer Politiker                                                                               | 60    |       |
| 6. April  | Laura Lee Perkins                            | US-amerikanische Musikerin                                                                           | 78    |       |
| 6. April  | William H. Pirkle                            | US-amerikanischer Chemiker                                                                           | 83    |       |
| 6. April  | Lothar Reher                                 | deutscher Buchgestalter, Grafiker und Fotograf                                                       | 85    |       |
| 6. April  | Martín Rocco                                 | uruguayisch-argentinischer Komiker und Schauspieler                                                  | 61    |       |
| 6. April  | Reinhard Rürup                               | deutscher Historiker                                                                                 | 83    |       |
| 5. April  | Maurice Bellet                               | französischer Theologe                                                                               | 94    |       |
| 5. April  | Falko Bier                                   | deutscher Segler                                                                                     | 54    |       |
| 5. April  | Eric Bristow                                 | englischer Dartspieler                                                                               | 60    |       |
| 5. April  | Hans Otfried Dittmer                         | deutscher Schriftsteller und Verleger                                                                | 65    |       |
| 5. April  | Siegfried Dupuis                             | deutscher Basketballfunktionär                                                                       | 76    |       |
| 5. April  | Dieter Freise                                | deutscher Hockeyspieler                                                                              | 73    |       |
| 5. April  | Horst Hager                                  | deutscher Politiker                                                                                  | 85    |       |
| 5. April  | Butch Lacy                                   | US-amerikanischer Jazzmusiker und Komponist                                                          | 70    |       |
| 5. April  | Josef Landgraf                               | österreichischer Widerstandskämpfer                                                                  | 93    |       |
| 5. April  | Adolf Meyer                                  | deutscher Heimatforscher                                                                             | 88    |       |
| 5. April  | Wolfgang Neuser                              | deutscher Musiker                                                                                    | 67    |       |
| 5. April  | Tim O’Connor                                 | US-amerikanischer Schauspieler                                                                       | 90    |       |
| 5. April  | Branislav Pokrajac                           | serbischer Handballspieler und -trainer                                                              | 71    |       |
| 5. April  | Wolfgang Seibrich                            | deutscher Kirchenhistoriker                                                                          | 76    |       |
| 5. April  | Mete A. Sözen                                | türkisch-US-amerikanischer Bauingenieur                                                              | 87    |       |
| 5. April  | Wolfgang Strauß                              | deutscher Komponist                                                                                  | 90    |       |
| 5. April  | Isao Takahata                                | japanischer Regisseur und Produzent                                                                  | 82    |       |
| 5. April  | Cecil Taylor                                 | US-amerikanischer Jazzpianist                                                                        | 89    |       |
| 5. April  | Irina Tokmakowa                              | sowjetische bzw. russische Dichterin, Kinderbuchautorin, Übersetzerin und Drehbuchautorin            | 89    |       |
| 4. April  | Ignatius Pierre VIII. Abdel-Ahad             | syrischer Patriarch von Antiochia                                                                    | 87    |       |
| 4. April  | Ferry Ahrlé                                  | deutscher Maler, Autor und Entertainer                                                               | 93    |       |
| 4. April  | Rudolf Biermann                              | deutscher Erziehungswissenschaftler                                                                  | 83    |       |
| 4. April  | Jochen Blume                                 | deutscher Fotograf                                                                                   | 93    |       |
| 4. April  | Don Cherry                                   | US-amerikanischer Musiker und Golfspieler                                                            | 94    |       |
| 4. April  | Horst Heidermann                             | deutscher Politologe und Volkswirt                                                                   | 89    |       |
| 4. April  | Otto Krötenheerdt                            | deutscher Mathematiker                                                                               | 88    |       |
| 4. April  | Jeff Louna                                   | kongolesischer Gitarrist                                                                             | 69    |       |
| 4. April  | John Lynch                                   | britischer Historiker                                                                                | 91    |       |
| 4. April  | Soon-Tek Oh                                  | US-amerikanischer Schauspieler                                                                       | 85    |       |
| 4. April  | Alfred Payrleitner                           | österreichischer Journalist und Autor                                                                | 83    |       |
| 4. April  | Johnny Valiant                               | US-amerikanischer Wrestler                                                                           | 71    |       |
| 4. April  | Ray Wilkins                                  | englischer Fußballspieler und -trainer                                                               | 61    |       |
| 3. April  | Herbert Dietmann                             | deutscher Werkstoffwissenschaftler                                                                   | 85    |       |
| 3. April  | David Edgerton                               | US-amerikanischer Unternehmer                                                                        | 90    |       |
| 3. April  | Lill-Babs                                    | schwedische Schlagersängerin                                                                         | 80    |       |
| 3. April  | Gennadi Markow                               | russischer Ethnologe und Archäologe                                                                  | 94    |       |
| 3. April  | Michael Moran                                | britischer Politikwissenschaftler                                                                    | 71    |       |
| 3. April  | Arrigo Petacco                               | italienischer Schriftsteller und Journalist                                                          | 88    |       |
| 3. April  | Irma Rapuzzi                                 | französische Politikerin                                                                             | 107   |       |
| 3. April  | Kazimieras Šavinis                           | litauischer Politiker                                                                                | 82    |       |
| 3. April  | Burton J. Smith                              | US-amerikanischer Computer-Konstrukteur                                                              | 77    |       |
| 3. April  | Robert Stehli                                | Schweizer Dirigent                                                                                   | 88    |       |
| 3. April  | Johan Stollz                                 | belgischer Sänger                                                                                    | 88    |       |
| 3. April  | Carl Weiss                                   | deutscher Journalist                                                                                 | 92    |       |
| 2. April  | Susan Anspach                                | US-amerikanische Schauspielerin                                                                      | 75    |       |
| 2. April  | Paco Camarasa                                | spanischer Buchhändler, Autor und Festivalleiter                                                     | 67    |       |
| 2. April  | Emmanuel Cauchy                              | französischer Bergrettungsarzt                                                                       | 58    |       |
| 2. April  | Daso                                         | deutscher Musikproduzent                                                                             | 37    |       |
| 2. April  | Alton Ford                                   | US-amerikanischer Basketballspieler                                                                  | 36    |       |
| 2. April  | André Goffeau                                | belgischer Biologe                                                                                   | 83    |       |
| 2. April  | Morris Halle                                 | lettisch-US-amerikanischer Sprachwissenschaftler                                                     | 94    |       |
| 2. April  | Claus Heß                                    | deutscher Ruderer                                                                                    | 84    |       |
| 2. April  | Evert Kroon                                  | niederländischer Wasserballspieler                                                                   | 71    |       |
| 2. April  | Martin Löwenberg                             | deutscher NS-Widerstandskämpfer                                                                      | 92    |       |
| 2. April  | Winnie Madikizela-Mandela                    | südafrikanische Politikerin                                                                          | 81    |       |
| 2. April  | Henry A. Millon                              | US-amerikanischer Architekturhistoriker                                                              | 91    |       |
| 2. April  | Alma Monkauskaitė                            | litauische Politikerin                                                                               | 56    |       |
| 2. April  | Janka Nabay                                  | sierra-leonischer Sänger, Komponist und Bandleader                                                   | 54    |       |
| 2. April  | Elie Onana                                   | kamerunischer Fußballspieler                                                                         | 66    |       |
| 2. April  | Rainer Rabenstein                            | deutscher Pädagoge                                                                                   | 90    |       |
| 2. April  | Peter Schneck                                | deutscher Medizinhistoriker                                                                          | 81    |       |
| 2. April  | Paul Sinibaldi                               | französischer Fußballspieler                                                                         | 96    |       |
| 2. April  | Silke Tammen                                 | deutsche Kunsthistorikerin und Hochschullehrerin                                                     | 53    |       |
| 2. April  | Willi Törnig                                 | deutscher Mathematiker                                                                               | 88    |       |
| 2. April  | Heinz Untermann                              | deutscher Politiker                                                                                  | 69    |       |
| 1. April  | Bob Beattie                                  | US-amerikanischer Alpinskitrainer und Sportkommentator                                               | 85    |       |
| 1. April  | Steven Bochco                                | US-amerikanischer Drehbuchautor und Produzent                                                        | 74    |       |
| 1. April  | Ricardo Pedro Chaves Pinto Filho             | brasilianischer Erzbischof                                                                           | 79    |       |
| 1. April  | Kazimierz Gierżod                            | polnischer Pianist und Musikpädagoge                                                                 | 81    |       |
| 1. April  | Heinrich Hanneken                            | deutscher Geistlicher                                                                                | 86    |       |
| 1. April  | Michiko Hirayama                             | japanische Sängerin                                                                                  | 94    |       |
| 1. April  | Julien Janaudy                               | französischer Rugbyspieler                                                                           | 29    |       |
| 1. April  | Jánosné Keserű                               | ungarische Politikerin                                                                               | 92    |       |
| 1. April  | Anna Medwenitsch                             | österreichische Altersrekordlerin                                                                    | 111   |       |
| 1. April  | Audrey Morris                                | US-amerikanische Jazzmusikerin                                                                       | 89    |       |
| 1. April  | Ruth Nussenzweig                             | brasilianische Parasitologin                                                                         | 89    |       |
| 1. April  | Wilfrid Rall                                 | US-amerikanischer Neurowissenschaftler                                                               | 95    |       |
| 1. April  | Efraín Ríos Montt                            | guatemaltekischer Politiker und Diktator                                                             | 91    |       |
| 1. April  | Wladimir Nakorjakow                          | sowjetischer bzw. russischer Physiker                                                                | 82    |       |
| 1. April  | André Rodrigues                              | brasilianischer Bassist                                                                              | 50    |       |
| 1. April  | Avichai Rontzki                              | israelischer General und Rabbiner                                                                    | 66    |       |
| 1. April  | Heinrich Schneider                           | deutscher Politikwissenschaftler                                                                     | 88    |       |
| 1. April  | Michel Sénéchal                              | französischer Tenor                                                                                  | 91    |       |
| 1. April  | Ülkü Tamer                                   | türkischer Lyriker und Übersetzer                                                                    | 81    |       |

### Datum unbekannt
| Tag                              | Name               | Beruf, bekannt als                  | Alter | Beleg |
| -------------------------------- | ------------------ | ----------------------------------- | ----- | ----- |
| Tod bekannt gegeben am 27. April | Howard Williams    | US-amerikanischer Jazzpianist       | ≈88   |       |
| Tod bekannt gegeben am 20. April | Robbee Mariano     | deutscher Bassist                   | 47    |       |
| Tod bekannt gegeben am 19. April | Christian Radtke   | deutscher Fußballspieler            | 67    |       |
| Tod bekannt gegeben am 13. April | Bill Reid          | britischer Jazzmusiker und Promoter | 84    |       |
| 7. oder 8. April                 | Ingrid Waldau      | deutsche Schauspielerin             | 81    |       |
| tot aufgefunden am 7. April      | Brigitte Ahrenholz | deutsche Rudersportlerin            | 65    |       |